# Um Barzinho, Um Violão 2
| Críticas profissionais | Críticas profissionais |
| Avaliações da crítica  | Avaliações da crítica  |
| Fonte                  | Avaliação              |
| ---------------------- | ---------------------- |
| CliqueMusic            | Link                   |

Um Barzinho, Um Violão 2 é o segundo álbum da série Um Barzinho, Um Violão, lançado em CD e DVD em 2004 pela Som Livre e Universal Music. Foi exibido pelo canal Multishow e contou com grandes nomes da música brasileira, interpretando músicas conhecidas por serem cantadas em barzinhos acompanhados apenas pelo som do violão. O álbum é dividido em duas partes, um repertório com hits nacionais e o outro com sucessos internacionais.

## Faixas
| DVD |                                                |                        |         |  |
| N.º | Título                                         | Artista                | Duração |  |
| 1.  | "Saúde"                                        | Zélia Duncan           |         |  |
| 2.  | "Palco"                                        | Jorge Vercilo          |         |  |
| 3.  | "O Que é, O Que é?"                            | Zé Ramalho             |         |  |
| 4.  | "Wave"                                         | Alcione                |         |  |
| 5.  | "Casa no Campo /Caçador de Mim /Espanhola"     | Sá, Rodrix & Guarabyra |         |  |
| 6.  | "Alto Lá"                                      | Elba Ramalho           |         |  |
| 7.  | "Mucuripe"                                     | Ivan Lins              |         |  |
| 8.  | "Só Tinha de Ser com Você"                     | Paula Lima             |         |  |
| 9.  | "Travessia"                                    | Chitãozinho e Xororó   |         |  |
| 10. | "É D'Oxum"                                     | Davi Moraes            |         |  |
| 11. | "Samba e Amor"                                 | Fernanda Abreu         |         |  |
| 12. | "Quem de Nós Dois (La Mia Storia Tra Le Dita)" | Alex Cohen             |         |  |
| 13. | "D'yer Mak'er"                                 | Cidade Negra           |         |  |
| 14. | "Rock With You"                                | Fernanda Abreu         |         |  |
| 15. | "I've Got You Under My Skin"                   | Ivan Lins              |         |  |
| 16. | "Corazón Partió"                               | Chitãozinho e Xororó   |         |  |
| 17. | "Hotel California"                             | Alex Cohen             |         |  |
| 18. | "Ne Me Quitte Pas"                             | Alcione                |         |  |
| 19. | "Water To Drink (Água de Beber)"               | Paula Lima             |         |  |
| 20. | "Knockin' on Heaven's Door"                    | Zé Ramalho             |         |  |
| 21. | "Un Vestido Y Un Amor"                         | Elba Ramalho           |         |  |
| 22. | "Playa Desnuda (Praia Nua)"                    | Jorge Vercilo          |         |  |

| CD Vol. 1 |                                                |                        |         |  |
| N.º       | Título                                         | Artista                | Duração |  |
| 1.        | "Saúde"                                        | Zélia Duncan           |         |  |
| 2.        | "Faltando Um Pedaço"                           | Cidade Negra           |         |  |
| 3.        | "Palco"                                        | Jorge Vercilo          |         |  |
| 4.        | "O Que é o Que é?"                             | Zé Ramalho             |         |  |
| 5.        | "Wave"                                         | Alcione                |         |  |
| 6.        | "Casa no Campo/Caçador de Mim/Espanhola"       | Sá, Rodrix & Guarabyra |         |  |
| 7.        | "Alto Lá"                                      | Elba Ramalho           |         |  |
| 8.        | "Mucuripe"                                     | Ivan Lins              |         |  |
| 9.        | "Só Tinha de Ser Com Você"                     | Paula Lima             |         |  |
| 10.       | "Se..."                                        | Pedro Mariano          |         |  |
| 11.       | "Travessia"                                    | Chitãozinho e Xororó   |         |  |
| 12.       | "É d'Oxum"                                     | Davi Moraes            |         |  |
| 13.       | "Samba e Amor"                                 | Fernanda Abreu         |         |  |
| 14.       | "Quem de Nós Dois (La Mia Storia Tra Le Dita)" | Alex Cohen             |         |  |

| CD Vol. 2 |                                  |                        |         |  |
| N.º       | Título                           | Artista                | Duração |  |
| 1.        | "D'yer Mak'er"                   | Cidade Negra           |         |  |
| 2.        | "Rock With You"                  | Fernanda Abreu         |         |  |
| 3.        | "I've Got You Under My Skin"     | Ivan Lins              |         |  |
| 4.        | "Superwoman"                     | Pedro Mariano          |         |  |
| 5.        | "Corazón Partio"                 | Chitãozinho e Xororó   |         |  |
| 6.        | "Secret"                         | Zélia Duncan           |         |  |
| 7.        | "Hotel California"               | Alex Cohen             |         |  |
| 8.        | "Ne Me Quitte Pas"               | Alcione                |         |  |
| 9.        | "Water to Drink (Água de Beber)" | Paula Lima             |         |  |
| 10.       | "Mother Natures Son"             | Sá, Rodrix & Guarabyra |         |  |
| 11.       | "Oye Como Va"                    | Davi Moraes            |         |  |
| 12.       | "Knockin' on Heaven's Door"      | Zé Ramalho             |         |  |
| 13.       | "Um Vestido Y Un Amo"            | Elba Ramalho           |         |  |
| 14.       | "Playa Desnuda"                  | Jorge Vercilo          |         |  |